# Alcide Courcy
Pour les articles homonymes, voir Courcy.
 (juin 2014).
Si vous disposez d'ouvrages ou d'articles de référence ou si vous connaissez des sites web de qualité traitant du thème abordé ici, merci de compléter l'article en donnant les références utiles à sa vérifiabilité et en les liant à la section « Notes et références ».
Alcide Courcy (né le 3 novembre 1914 à Saint-Onésime-d'Ixworth, mort le 22 mai 2000 à Sainte-Foy)  est un homme politique québécois.

## Biographie
Il était le député libéral d'Abitibi-Ouest de 1956 à 1970. Il a été ministre québécois de l'Agriculture et de la Colonisation de 1960 à 1966.

## Distinctions
- Commandeur d'office de l'Ordre national du mérite agricole (1960)